# Чунгак, Семён Рошельевич
Семён Рошельевич Мордухаев (Чунгак) (род. 18 февраля 1949, Ташкент) — советский и российский актёр театра и кино, театральный режиссёр, народный артист России (2007).

## Биография
Семён Мордухаев (Чунгак) родился 18 февраля 1949 года в Ташкенте в артистической еврейской семье Мордухаевых. Отец Рошель Мордухаев и мать Сара Мордухаева выступали в Государственном театре оперы и балета имени Алишера Навои.
Впервые снялся в 9 лет в фильме «Дочь Ганга», в котором сыграл беспризорника Умэша.
После школы поехал в Москву и поступил Высшее театральное училище имени М. С. Щепкина, которое закончил в 1972 году.
С 1977 года работает актёром и режиссёром в театре «Ромэн».
Некоторое время играл также в театре «Эрмитаж».

## Семья
- Отец — певец Рошель Сионович Мордухаев (1910—1979), заслуженный артист Узбекской ССР.
- Мать — Сара Мушеева (Мордухаева), узбекская советская балерина.
- Брат — Борис Рошелевич Мордухаев (Ташкентский) (1937—2021), актёр и режиссёр театра «Ромэн», народный артист РСФСР.

## Награды
- Заслуженный артист России (1997).
- Народный артист России (2007)[1].

## Работы в театре

### Актёр
- «Табор без гитары» — корреспондент Алексей
- «Большая волна Ганга» — Шина
- «Вожак» — Фердик
- «Чары» (по повести «Олеся») — Иван Тимофеевич
- «Московская цыганка» — «Интеллигент»
- «Таборные игры» — Вожак
- «Бегите, кони, бегите…»
- «Ослеплённые»
- «Цыган и в Африке — цыган» — Кушнарь
- «Графиня-цыганка» — Дон Хозе
- «Грушенька» — Проходимец, в массовых сценах
- «Здравствуй, Пушкин!» — Фогель, Фокс
- «Клятва» — Ванта
- «Колокола любви» — Король, в массовых сценах
- «Мы-цыгане» — Вожак, в массовых сценах
- «Подкова счастья» — Соломон
- «Принцесса Кристана» — Регент, солдат
- «Цыганская невеста» — Цыно

### Режиссёр
- «Бегите, кони, бегите» Э. Эгадзе
- «Ослеплённые» Э. Эгадзе

## Фильмография
- 1961 — Дочь Ганга («Узбекфильм») — беспризорник Умэш
- 1963 — Самолёты не приземлились («Узбекфильм») — Мирза (в титрах — С. Мордухаев)
- 1982 — Звезда и смерть Хоакина Мурьеты — друг Хоакина
- 1983 — Тайна виллы «Грета» — Дзопас (в титрах Семён Мордухаев (Чунгак))
- 1984 — Выигрыш одинокого коммерсанта
- 1999 — Чёрный жемчуг
- 2001 — На углу, у Патриарших 2 — Павел Анатольевич, цыганский барон
- 2006 — Громовы — эпизод
- 2007 — Кровавая Мэри — эпизод
- 2007 — Май — отец Джафара
- 2009—2010 — Кармелита. Цыганская страсть — Матвей
- 2010 — Индус — Сандип Салви
- 2011 — Тонкая грань — эпизод